# (8194) Satake
(8194) Satake est un astéroïde de la ceinture principale.

## Description
(8194) Satake est un astéroïde de la ceinture principale. Il fut découvert le 16 septembre 1993 à Kitami par Kin Endate et Kazuro Watanabe. Il présente une orbite caractérisée par un demi-grand axe de 2,34 UA, une excentricité de 0,03 et une inclinaison de 6,1° par rapport à l'écliptique.

## Compléments